# サブスタンダード船
サブスタンダード船（サブスタンダードせん、英: Substandard Ship）とは、SOLAS条約などの国際条約に定められた基準を満たしていない船のことである。

## 概要
不十分な装備が原因で、しばしば座礁や海難事故を引き起こすことから国際的に問題視されており、日本でもポートステートコントロール（PSC）を行い、外国船舶監督官による立入り検査改善を指導しているが、いまだに多くの船が改善されないまま世界中の海を航行している。
サブスタンダード船は基本的に2種類のカテゴリーに分類される。
- 国際条約を満たすように建造された船舶であるが、古くなり適切な維持管理をおこなわないため鉄の構造部分が腐食したり、修理が必要な箇所がある、又は機器が作動しなくなった船舶や、既存船であっても満足しなければならない新しい規則を満足していない船舶。
- 国際航海に従事しないため国際条約を満足するように建造されていない内航船が外売や外国籍に登録された後に、国際航海をする船舶。輸出許可を受けた後、又は船の国籍が変わった後に、国際条約に満足するような工事や艤装を行わずに出港という形で事実上のサブスタンダード船となる。[2]

過去に日本の内航船が日本の税関から輸出許可を受けた後に、日本の港から出港し日本の領海内で座礁し放置されたケースが多々ある（放置座礁外国船）。税関、海上保安庁、及びポートステートコントロール（PSC）の協力が必要であるが、根本的解決に至っていない。
サブスタンダード船は船舶が登録されている国及び船舶に証書を発給する検査会社と深い関係がある。この2つでサブスタンダード船である可能性が高いか判断できる。

## 問題
サブスタンダード船とはサブスタンダード船だけでなく、サブシッピングを行う海運会社に運航される船舶も含まれると考えられる。船舶に問題がなくとも、運航する会社や操船する船員の教育、経験及び訓練に問題があれば海難を起こす可能性が高いからである。
造船所には「ドック入りの時には、船級協会や船籍国政府の検査を受けて合格しないと、『船級』が維持できずに、船体保険や貨物保険が掛けられなくなる。稀に船級を持たないまま運航する船があり、これらは『サブスタンダード船』と呼ばれ、海難リスクの高い船として注意が払われる。」とされている。
船舶油濁損害賠償保障法の改正後、国際船級協会連合以外の検査に問題がある検査会社が発給した証書でも保険(P&I)を受ける保険会社が現れ、『サブスタンダード船』であっても保険に加入できるようになった。しかし、このような船が座礁した場合、放置されたり、撤去がスムーズに行われないケースが起きている。放置座礁外国船問題として困っている自治体も存在する。

## 中古売船後、日本から出港した放置・座礁船
国際航海に従事する船舶が守るべき国際条約の基準を満たしていない内航船が外国籍船外航船として登録された時点で、国際条約に定められた基準を満たしていない船、つまりサブスタンダード船となる。

### 非国際内航船
- 非国際日本船籍内航船はSOLAS条約などの国際条約を満足しない。よって、基本的に日本国内海域内のみ航行できる。しかしながら特別な協定が韓国と結ばれているのか、非国際沿海区域及び限定近海区域を運航できる内航船は韓国へ行ける[8]。日本では船舶の航行する水域を「平水区域、沿海区域、近海区域、遠洋区域」の4つに区分している[9]。平水区域のみしか運航できない日本船籍内航船は船舶に係る設備・構造の基準や船体の強度及び水密を保持に問題があるので国際航海は出来ない。そして沿海区域[10]又は/及び限定近海水域図[11]のみしか運航できない日本船籍内航船は指定された水域以外の国際航海には従事できない。よって限定近海水域以内のみ航行できる日本船籍内航船が有効な検査証書を具備した船舶であっても目的地が外国の港（韓国やロシアの一部を除く）であれば国際航海となり国際条約を満足しないサブスタンダード船となる。[12]
- 非国際日本船籍内航船はSOLAS条約で要求される無線設備(GMDSS)の問題がある[13]。無線設備(GMDSS)には多額の費用が必要となるので船が運行される区域で要求される無線設備以外は設置しない。(GMDSSのA1+A2+A3をカバーしている無線設備を搭載した非国際内航船は存在しない。電話と同じように電話機だけあっても契約しないと使えないようにアカウントを開設しないと使えない無線機器もある。アカウントを開設しても無線機器を再設定しないと使えない。
- 非国際日本船籍内航船に対して発給されるトン数証書の総トン数は日本トン数の数値であるが、国際航海に従事する船舶が保持するトン数証書の総トン数は国際トン数である[14]。国際トン数証書は「1969年の船舶のトン数の測度に関する国際条約(ITC)」[15]に従って算出される。日本の総トン数499型内航貨物船の日本トン数が499トンであれば、国際トン数では1,000トンを軽く超える。国際条約の要求は基本的に国際トン数の数値で決まる。よって総トン数が499トンである内航船は外国船籍になった時点で、国際トン数1,000トン以上の船舶として国際条約の要求を満たす必要があるのでサブスタンダード船となる。[16][17][18]
- 外国人が乗船することを想定されて建造された外航船とは違い、非国際日本船籍内航船の計器、計器のマニュアル、そしてその他の書類には日本語が使用されている。多くの外国人船員は日本語が理解できない。外国人船員が元非国際日本船籍内航中古船を操船して外国の港に行く場合、外航船と比べて人的要因に係るソフト面での安全対策や船舶の安全運航に関して問題が起きる可能性が高い。[19][20]

### ポートステートコントロール (Port State Control, PSC)
中古売船後に日本から出港した放置座礁外国船のほとんどはPI保険に加入していなかった。PI保険に加入していても問題のある船舶との理由から海難後に保険会社が支払いを拒否したケースもあった。平成22年12月23日に宮崎市折生迫で座礁したベリーズ船籍浚渫船「豊栄」に対して改正船舶油濁損害賠償保障法で要求される保障契約証明書が北海道運輸局から発給されたが2014年1月現在も放置されている。
これらの問題はポートステートコントロールが上記の問題及びサブスタンダード船の問題に対して適切に対応していれば防止できたケースもある。しかしながら過去の対応が甘かったのか、素人に対する説明不足のために、PSCの「ダブルスタンダード」として問題視されているようである。沿海区域又は/及び限定近海水域図のみしか運航できない日本船籍内航船が外国籍船となった時点でほぼ自動的にサブスタンダード船となる。サブスタンダード船であることを理由に保険会社が支払いを拒否すればPI保険に加入している証明である保障契約証明書が発給されても意味をなさない。つまり放置されるリスクがある。ポートステートコントロールは放置座礁外国船及びサブスタンダード船問題改善のために中古売船されて出港する前に元日本船籍内航外国船を検査する必要がある。寄港国政府として外国船籍船を検査する権利は国際的に認められている。国際条約を満足しない元内航船を簡単に出港させて、船が座礁して放置されたら船が登録されている国や所有者が悪いと非難しても、船が放置された場所の地方自治体が困るだけである。座礁船の撤去費用を考えると国際航海に必要な最低限の装備にかかる費用は非常に小さい。しかしこの最低限のコストをかけないために管理・監督が甘いブラックリストとして公表されている便宜置籍船国に中古船を登録するのである。結果としてポートステートコントロールが検査に来なかったり、検査を行っても検査が甘い場合には、サブスタンダード船の状態で出港して座礁し、放置されるのである。

## 便宜置籍船国との関係
| Flag (2004-2006)       | Rank 悪い順 | Flag (2010-2012)               | Rank 悪い順 |
| ---------------------- | ----------- | ------------------------------ | ----------- |
| ホンジュラス           | 1           | パプアニューギニア             | 1           |
| 朝鮮民主主義人民共和国 | 2           | シエラレオネ                   | 2           |
| インドネシア           | 3           | カンボジア                     | 3           |
| ジョージア             | 4           | ジョージア                     | 4           |
| モンゴル               | 5           | 朝鮮民主主義人民共和国         | 5           |
| カンボジア             | 6           | タンザニア                     | 6           |
| ベトナム               | 7           | モンゴル                       | 7           |
| ベリーズ               | 8           | インドネシア                   | 8           |
| ツバル                 | 9           | セントクリストファー・ネイビス | 9           |
| ドミニカ国             | 10          | バングラデシュ                 | 10          |
| コモロ                 | 11          | トンガ                         | 11          |
| 台湾                   | 12          | キリバス                       | 12          |
| タイ                   | 13          | タイ                           | 13          |
|                        | 14          | ベトナム                       | 14          |
|                        | 15          | ベリーズ                       | 15          |

TOKYO MOUやPARIS MOUでブラック・リストとして「The Annual Report on Port State Control」に公表されている便宜置籍船国に登録されている船舶はサブスタンダード船である確率が高い。 これはブラック・リストの便宜置籍船国が海洋法に関する国際連合条約:1982 Convention on the Law of the Sea (UNCLOS)の第94条 旗国の義務を順守していない結果である。
国際条約や規則を守らずに船を運航するために管理・監督が甘く海洋法に関する国際連合条約を順守していない便宜置籍船国を船主が選ぶため、特定の便宜置籍船はサブスタンダード船である確率が高く、海難を頻繁に起こす。国際条約を満足しないだけでなく、犯罪にも使用される確率が高い。
- カンボジア船籍船
  - New Nat’l Shipping Registry Sets Up Office Barron, Porter 2003-04-11 The Cambodia Daily
  - 犯罪
    - 北朝鮮に大量のタラを送った姉弟 金総書記死後の特別配給に使用か 共犯？の兄はいまどこに… 2013-12-23 産経新聞
    - 中国人船員が持ち込み＝押収覚せい剤10キロ公開－海保・税関 2013-08-07 時事通信
    - 大量の覚せい剤（約10㎏）を名古屋港で摘発（7月～8月）平成25年12月4日 海上保安庁第四管区海上保安本部
    - ロシア海域でカニの密漁密輸を行う船はなぜ没収されないのか 2012-12-25 ロシア漁業ニュースヘッドライン
    - 稚内日ロ経済交流協会
    - 密輸貨物船、数隻存在か 中朝間を頻繁に往来 2012-06-24 朝日新聞
    - カンボジア籍貨物船「ＨＡＩ ＸＩＮ６」乗組員等に係る覚醒剤密輸入事件（岡山） 平成24年2月1日 海上保安庁
    - カンボジア籍貨物船「ＴＩＡＮ ＹＵＡＮ 8」による中国人不法入国援助事件（福岡） 平成24年2月1日 海上保安庁
    - カンボジア籍貨物船Ｓ号乗組員に係る準空気銃不法所持事件（松山）平成23年2月1日 海上保安庁
    - カンボジア籍貨物船乗組員に係る空気銃不法所持事件 平成18年1月13日 海上保安庁
    - カンボジア籍貨物船乗組員に係る大麻不法所持事件 平成18年1月13日 海上保安庁
    - 露から貨物船で密入国か 不法在留イラン人2人、組織関与も 2008-10-25 中日新聞
    - Flags That Hide the Dirty Truth Neff, Robert 2007-04-20 Asia Times Online
    - 北朝鮮からの船入港 直江津港で立ち入り検査 2007-02-14 上越タイムス
    - 北朝鮮向けのカンボジア籍貨物船、鳥取・境港を出港 2007-01-17 読売新聞
    - North Korean Ploy Masks Ships Under Other Flags October 20, 2006 New York Times
    - カンボジア籍貨物船 SINARA 乗組員による大麻不法所持事件 平成21年1月26日 海上保安庁
    - カンボジア籍貨物船イラン人不法入国事件 平成21年1月26日 海上保安庁
    - 船舶乗組員が密輸入しようとした偽造クレジットカードの原版5，252枚を摘発 平成19年8月6日 横浜税関
    - Cambodia-listed ship was carrying cocaine : Raid at sea highlights flag abuses Richardson, Michael June 24, 2002 New York Times
    - 難民密輸船の犯人捜査 2001-03-05 日本船主責任相互保険組合

  - 海難
    - カンボジア船籍の貨物船から黒煙 乗組員は全員避難 東京・青海 2013-12-26 FNNニュース
    - 座礁貨物船撤去されず 青森・深浦の海岸放置9ヵ月 2013-12-16 河北新報
    - 北海道稚内港で貨物船火災、6人不明 カンボジア船籍 2013-05-16 日本経済新聞
    - 貨物船TAIGAN(カンボジア)火災 2013-05-16 運輸安全委員会
    - 市原の埠頭で貨物船火災 2013-02-22 千葉日報
    - 市原の埠頭で貨物船火災 2013-02-22 千葉日報
    - 長崎沖で中国人船員らを救助＝貨物船で火災、けがなし―海保 2012-9-19 時事通信
    - 利尻島沼浦海岸における無国籍船座礁事故に係る報告 2008 公益財団法人 海と渚環境美化・油濁対策機構
    - 利尻島座礁船放置4カ月 破損で漁場被害不安 2008-04-21 週刊水産新聞
    - 強風で貨物船と台船が座礁 千葉・館山沖で 2007-01-07 共同通信 47News

- キリバス船籍船
  - Ping Da 7 still on the reef in Pohnpei December 23, 2013 Kaselehlie Press 
  - キリバス籍貨物船による中国人乗組員不法入国事件 平成22年1月27日 海上保安庁
  - KIRIBATI NEW FLAG OF CONVENIENCE SHIP REGISTRY; FOLLOWING TUVALU EXAMPLE March 18, 2007 Wikileaks

- ジョージア船籍船
  - グルジア船籍貨物船フロンティア火災 平成19年8月26日 留萌海上保安部
  - グルジア籍貨物船中国人不法入国事件 平成19年1月16日 海上保安庁
  - グルジア船籍貨物船「ＣＥＮＴＵＲＹ ＢＲＩＧＨＴ（センチュリー ブライト）が岸壁に衝突 2008年9月8日 海上保安庁

- シエラレオネ船籍船
  - 犯罪
    - Understanding Greece’s Detention of the Sierra Leone-flagged Nour M Baronin, Anatolii November 16, 2013 International Policy Digest
    - シエラレオネ籍貨物船 UNIVERSAL 乗組員による大量覚せい剤密輸入事件 平成21年1月26日 海上保安庁
    - シエラレオネ籍貨物船 HENG FENG 乗組員による関税法違反被疑事件 平成21年1月26日 海上保安庁
    - Sierra Ends Flag Of Convenience For Fishing Vessels John, Mark October 29, 2010 Reuters Planet Ark
    - 外国漁船の便宜置籍を中止 シエラレオネ「Sierra Ends Flag Of Convenience For Fishing Vessels」の日本語訳 memories on the sea 海の記録

  - 海難
    - 貨物船転覆、日本人6人不明＝伊豆大島沖で衝突－下田海保 2013-09-27 時事通信
    - 衝突したシエラレオネ船籍の貨物船 2013-09-27 時事通信

- ツバル船籍船
  - 偽造船員手帳による中国人船員の不法入国事件 平成18年1月13日 海上保安庁
  - イラン、36隻でタンザニア船籍取得 欧米の制裁逃れか 2014年8月12日 日本経済新聞
  - 豪日両国、税関協力の枠組に署名へ 2003年7月17日 オーストラリア大使館東京
  - 北朝鮮の麻薬船5回日本に ヘロイン大量密輸で摘発 拉致関与指摘の機関所有 2003年7月12日 共同通信
  - 北朝鮮の麻薬船、5回日本に 豪がヘロイン密輸で摘発 2003年7月12日 共同通信 (47NEWS)
  - 大量麻薬密輸で拿捕された貨物船、北朝鮮の党幹部が乗船 2003年5月2日 朝日新聞

- パナマ船籍船
  - 犯罪
    - パナマ籍貨物船「マオ・フェン8」集団密航事件（1月） 平成25年12月4日 海上保安庁第四管区海上保安本部
    - パナマ籍貨物船中国人不法入国事件 平成19年1月16日 海上保安庁
    - 同一貨物船によるコンテナ密航・潜伏密航事件 平成18年1月13日 海上保安庁

  - 海難
    - スクラップ積載船の火災急増 中国行き、廃家電要因か 2003年8月27日 神戸新聞NEXT

- ベリーズ船籍船
  - 犯罪
    - 北の貨物船、検査拒否…ミャンマー向け武器か 2006-06-13 読売新聞
    - ベリーズ籍貨物船中国人潜伏密航事件 平成21年1月26日 海上保安庁
    - 東京での船舶拘留リストの中でベリーズ籍船がトップ 1999-06-25 日本船主責任相互保険組合

  - 海難
    - ベリーズ籍貨物船火災情報 平成25年11 月2 日 海上保安庁
    - 貨物船火災 積み荷から激しい黒煙 ベリーズ船籍 福岡 2010-02-06 毎日新聞
    - 貨物船オーシャン ジェム乗揚 2007 国土交通省

- ホンジュラス船籍船
  - ホンジュラス貨物船乗員2人が死亡/西表島沖、2人が行方不明 1999-01-16 琉球新報
  - ホンジュラス1,500隻の船籍登録を抹消 2001-04-06 日本船主責任相互保険組合のウェブサイト

- モンゴル船籍船
  - 海のない内陸国モンゴル、北朝鮮の「船舶避難所」？2014-04-17 中央日報日本語版
  - Landlocked Mongolia's Seafaring Tradition BROOKE, JAMES 2004-07-02 New York Times
  - MONGOLIA SETS UP SHIPPING REGISTER. Registry based in S'pore with half-a-dozen ships URQUHART, DONALD 2003-05-12 The Business times online edition
  - 犯罪
    - Mongolian Ships a Terrorist Threat: US Expert Tucker, Stephen 2008-05-09 Khmerization
    - 「モンゴル船籍」取得増加 テロ、麻薬密売船の“抜け道”懸念 2004-07-27 フジサンケイ・ビジネス - ウェイバックマシン（2014年1月13日アーカイブ分）
    - 【みんな生きている】加藤 健編 2010-11-14 もずの独り言・ココログ版

## MOU及びPSC
- TOKYO MOU
- PARIS MOU